# Canapetta
Canapetta är ett slags tyg.

## Egenskaper
Tyget är medelgrovt, mycket slitstarkt och syrafritt. Det kan erhållas i ett flertal färger. En variant är på avigsidan folierad med papper.

## Användning
Canapetta används företrädesvis inom bokbinderi för pärmar, och är ett alternativ till klot (även kallat buckram). Tyget är tillräckligt starkt och töjbart för att tillåta det blindtryck som ibland förekommer inom bokbinderi.
Syrafriheten hos canapetta gör detta tyg särskilt lämpat för kvalitetsband, som man vill göra arkiveringssäkra.
Pappersfolieringen underlättar limningen mot böckernas papp-pärmar, och är samtidigt ett skydd mot limgenomträngning till rätsidan.

## Namnet
Detta tyg har ursprung i Italien, och namnet kan härledas från växten Canapetta comune, som i Italien är det traditionella namnet för pipdån (Galeopsis tetrahit).  Från pipdån kan fibrer utvinnas, och denna växt har därför i äldre tider liksom lin använts som spånadsväxt. Canapettatyget innehåller linne, och med syftning till  spånadsväxten canapetta förklaras namnvalet.